# Ayamé
Ayamé è una città, sottoprefettura e comune della Costa d'Avorio, situata nel dipartimento di Aboisso. Conta una popolazione di 14 195 abitanti (censimento 2014).